# خیال‌بافی (فیلم ۱۹۶۴)
خیالبافی (ژاپنی: 白日夢 Hakujitsumu) یک فیلم ژاپنی در سبک سودجو و صورتی به کارگردانی تتسوجی تاکچی محصول سال ۱۹۶۴ است. فیلم در جشنواره فیلم ونیز نمایش داده شد و تاکچی بعدها در سال ۱۹۸۱ نسخهٔ پورنوگرافی صریح آن را با همین نام ساخت.